# Chef-Boutonne
Chef-Boutonne é uma comuna francesa na região administrativa da Nova Aquitânia, no departamento de Deux-Sèvres. Estende-se por uma área de 19,81 km². Em 2010 a comuna tinha 2 627 habitantes (densidade: 132,6 hab./km²).